# سوختن در باد
سوختن در باد (ایتالیایی: Brucio nel vento) فیلمی در ژانر رمانتیک به کارگردانی سیلویو سولدینی است که در سال ۲۰۰۲ منتشر شد.